# موز تونكني
موز تونكني (الاسم العلمي: Musa tonkinensis) هو نوع من النباتات يتبع جنس الموز من فصيلة الموزية.